# Jonathan Richman (album)
Jonathan Richman je první sólové studiové album amerického hudebníka Jonathana Richmana. Vydáno bylo v roce 1989 společností Rounder Records a jeho producentem byl Brennan Totten. Obsahuje jak autorské písně, tak i několik coververzí. Kromě dvou písní jde o čistě sólové album, které nahrál sám Richman s akustickou kytarou (a zpěvem), případně perkusemi. Ve dvou výjimkách („Blue Moon“ a „Sleepwalk“) hrají ještě baskytarista a bubeník. Nahrávka „I Eat with Gusto, Damn! You Bet“ je mluvené slovo (uvedené jako báseň). Na obalu alba se nacház Richmanova fotografií s kytarou Fender Stratocaster modré barvy. Jedna z písní na albu byla kytarou tohoto typu inspirována. Závěrečná píseň „Cerca“ je španělskojazyčnou verzí písně „Closer“. Další výjimkou, která není zpívána v angličtině, je francouzsky zpívaná píseň „Que reste-t-il de nos amours?“.

## Seznam skladeb
| Pořadí | Název                           | Autor                         | Délka |
| ------ | ------------------------------- | ----------------------------- | ----- |
| 1.     | Malagueña de Jojo               | Marian Banks, Ernesto Lecuona | 2:08  |
| 2.     | Action Packed                   | Jack Rhodes                   | 2:51  |
| 3.     | Everyday Clothes                | Jonathan Richman              | 3:01  |
| 4.     | Fender Stratocaster             | Richman                       | 2:51  |
| 5.     | Blue Moon                       | Richard Rodgers, Lorenz Hart  | 3:50  |
| 6.     | Closer                          | Richman                       | 3:26  |
| 7.     | I Eat with Gusto, Damn! You Bet | Richman                       | 3:50  |
| 8.     | Miracles Will Start to Happen   | Richman                       | 3:03  |
| 9.     | Sleepwalk                       | Santo Farina, Johnny Farina   | 2:09  |
| 10.    | Que reste-t-il de nos amours?   | Charles Trenet                | 1:54  |
| 11.    | A Mistake Today for Me          | Richman                       | 2:09  |
| 12.    | Cerca                           | Richman                       | 3:40  |

## Obsazení
- Jonathan Richman – zpěv, kytara, perkuse
- Greg „Curly“ Keranen – baskytara v „Blue Moon“ a „Sleepwalk“
- Ron „Wipeout“ Wilson – bicí v „Blue Moon“ a „Sleepwalk“